# Chae Min-seo
Chae Min-seo (Geburtsname: Jo Su-jin; * 16. März 1981) ist eine südkoreanische Schauspielerin.

## Leben
Chae gab ihr Schauspieldebüt in dem Film Champion im Jahr 2002. 2005 spielte sie die Hauptrolle in dem Horrorfilm The Wig sowie dem japanischen Film Aegis. 2009 spielte sie die Hauptrolle in der Verfilmung von Han Kangs Bestsellerroman Die Vegetarierin.

## Filmografie

### Filme
- 2002: Champion (챔피언)
- 2004: Don’t Tell Papa (돈 텔 파파)
- 2005: The Wig (가발 Gabal)
- 2005: Aegis (亡国のイージス)
- 2008: Loner (외톨이 Oetori)
- 2008: Lost and Found (달콤한 거짓말; Stimme)
- 2009: The Vegetarian (채식주의자 Chaesikjuuija)
- 2013: Superman Kang Bo-sang (슈퍼맨 강보상)
- 2014: Sookhee (숙희)
- 2015: Young Mother: What’s Wrong with My Age? (젊은엄마: 내 나이가 어때서)
- 2016: Camping (캠핑)

### Fernsehserien
- 2003: Musinsidae (무인시대/武人時代)
- 2009: Ja Myung Go (자명고/自鳴鼓)
- 2019: Babel (바벨)